# Nicolas-Thérèse Vallet de Salignac
Pour les articles homonymes, voir Salignac.
Nicolas-Thérèse Vallet de Salignac est un homme politique français né le 16 mars 1732 à Marennes et décédé le 30 octobre 1812 à Royan.

## Biographie
Son père, Pierre Vallet de Salignac, a fait fortune dans le sel à Marennes, et rachète le 5 juillet 1736 la terre et la seigneurie charentaise de Mons. Il y reconstruit le château de Mons . Il y est conseiller du roi, contrôleur des guerres et greffier en chef de la bourse de Saintes.Sa mère était la sœur aînée de Sophie Volland nommé Marie-Jeanne Élisabeth Volland (né le 1715)
Nicolas-Thérèse Vallet de Salignac, est le fils aîné et porte le titre de : écuyer, seigneur de Mons en Royan, de la Petite Forêt et autres lieux.
D'après un document sur l'élection des notables, il est le premier maire de Royan le 4 février 1790.
Fin novembre 1790, il abandonne son poste de maire, pour être le premier juge de paix et officier de police élu de Royan.
Il démissionne de ce poste en 1792. Il survit à la Terreur et on retrouve sa trace en juin 1803 parmi les personnes les plus imposées du département.
Il conserve sa fortune et son château ; sa fille, Angélique Salignac, le transmet à son mari et futur maire de Royan à la restauration : Raymond de Labarthe.
Sa sœur était la Mélanie de Salignac.